# ジャクソン (ジョージア州)
ジャクソン（Jackson）は、アメリカ合衆国ジョージア州の都市。バッツ郡の郡庁所在地である。人口は5,557人（2020年） 。アトランタの南東70キロメートルに位置している。

## 地理

バッツ郡内の位置

ジャクソンは北緯33度17分37秒 西経83度57分45秒 / 北緯33.29361度 西経83.96250度 (33.293600, -83.962372)にある。
アメリカ合衆国統計局によると、この都市は総面積12.3 km2 (4.7 mi2) である。このうち12.2 km2 (4.7 mi2) が陸地で0.1 km2 (0.04 mi2) 水地域である。総面積の0.42%は水地域となっている。

## 人口動静
2000年国勢調査で、この都市は人口3,934人、1,510世帯、及び996家族が暮らしている。人口密度は323.2/km2 (836.3/mi2) である。137.0/km2 (354.6/mi2) の平均的な密度に1,668軒の住宅が建っている。この都市の人種的な構成は白人53.71%、アフリカン・アメリカン44.26%、先住民0.20%、アジア0.43%。太平洋諸島系0.03%、その他の人種0.33%、及び混血1.04%である。ここの人口の1.27%はヒスパニックまたはラテン系である。
1,510世帯のうち、31.1%が18歳未満の子供と一緒に生活しており、38.5%は夫婦で生活している。23.0%は未婚の女性が世帯主であり、34.0%は家族と住んでいない。31.4%は1人以上の独身の居住者が住んでおり、15.3%は65歳以上で独身である。1世帯の平均人数は2.54人であり、結婚している家庭の場合は、3.18人である。
この都市内の住民は26.4%が18歳未満の未成年、18歳以上24歳以下が8.8%、25歳以上44歳以下が25.7%、45歳以上64歳以下が21.8%、及び65歳以上が17.3%にわたっている。中央値年齢は37歳である。女性100人ごとに対して男性は78.9人である。18歳以上の女性100人ごとに対して男性は74.3人である。
この都市の世帯ごとの平均的な収入は28,472米ドルであり、家族ごとの平均的な収入は34,773米ドルである。男性は30,331米ドルに対して女性は20,994米ドルの平均的な収入がある。この都市の一人当たりの収入 (per capita income) は15,702米ドルである。人口の21.2%及び家族の16.8% は貧困線以下である。全人口のうち18歳未満の29.5%及び65歳以上の29.0%は貧困線以下の生活を送っている。